# 강한울
강한울(姜韓蔚, 1991년 9월 12일 ~ )은 KBO 리그 삼성 라이온즈의 내야수이다.

## 아마추어 시절
원광대학교 시절 2루가 메인 포지션이었고, 대학 최고의 수비형 내야수로 꼽혔다. 3학년 때까지 2루수만 소화해 1학년 때 23경기에서 단 1실책만 기록했고, 2학년 때 25경기에서 4실책, 3학년 때 21경기에서 3실책을 기록했다. 4학년 때 유격수로 2경기, 2루수로 16경기에 출전해 각각 1실책을 기록했다. 대학 4학년 통산 84경기에 출전해 타율 0.346, 104안타, 56득점, 29도루, 출루율 0.411를 기록하며 공격에서 스카우트들의 주목을 받았다. 빠른 발과 수비력 등을 인정받아 4학년 말 동아시아 경기 대회에 국가대표로 선발돼 주전으로 활약했다.

## KIA 타이거즈시절
2014년 한국프로야구 신인 드래프트에서 2차 1라운드로 입단했다.
2014년 시즌에 김선빈의 부상으로 유격수로 선발 출전하며 훌륭한 수비력을 보여 많은 주목을 받았다.
2015년 시즌에 김선빈의 군입대로 인해 선발 기회를 얻었지만 수비에 비해 타격이 좀처럼 늘지 않아 지속적인 선발 출전에 대해 팬들 사이에서 논란이 일었다.

## 삼성 라이온즈시절
2016년 12월 4일 FA를 통해 KIA 타이거즈로 이적한 최형우의 보상 선수로 지명돼 보상금 14억원과 함께 이적했다.
2017년 시즌 135경기에 출전해 3할대 타율, 24타점, 12도루를 기록하며 데뷔 첫 3할 타율을 기록했고, 이는 팀 내에서 러프, 구자욱에 이어 세 번째로 높은 타율이었다. 3할 타율과 동시에 규정 타석에 진입하며 타격 면에서 성장했다. 시즌 가장 많은 내야 안타(45개)와 번트 안타(17개)를 기록했지만 2루수와 유격수로 나와 16실책을 기록하며 시즌 최다 실책을 기록했다.
2018년에는 부상과 부진 속에 2할대 타율, 8타점, 20득점, 3도루를 기록했다.

## 상무 야구단시절
2019년에 입단하였다.

## 삼성 라이온즈복귀
2020년에 복귀하였다. 2020년 9월 25일 두산 베어스전에서 데뷔 첫 홈런을 쳐 냈는데 이는 그가 1,545타석만에 쳐 낸 홈런이었다.

## 응원가
- KIA 타이거즈 시절

강한울 오 강한울 KIA 타이거즈 외쳐라 타이거즈 강한울을 위하여 ×2
강한울 오 강한울 KIA 타이거즈 강한울 오 강한울 타이거즈 강한울×2
- 삼성 라이온즈 시절

달려라 라이온즈 강한울
날려라 라이온즈 강한울
워어어어 우워 우워
승리를 위해 간다 강한울x2

## 출신 학교
- 서울사당초등학교
- 서울 영동중학교(전학) → 양천중학교(전학) → 경기 중앙중학교
- 안산공업고등학교
- 원광대학교

## 통산 기록
| 연도 | 팀명   | 타율  | 경기 | 타수 | 득점 | 안타 | 2루타 | 3루타 | 홈런 | 루타 | 타점 | 도루 | 도실 | 볼넷 | 사구 | 삼진 | 병살 | 실책 |
| ---- | ------ | ----- | ---- | ---- | ---- | ---- | ----- | ----- | ---- | ---- | ---- | ---- | ---- | ---- | ---- | ---- | ---- | ---- |
| 2014 | KIA    | 0.264 | 93   | 208  | 32   | 55   | 5     | 4     | 0    | 68   | 14   | 4    | 2    | 8    | 1    | 44   | 1    | 11   |
| 2015 | KIA    | 0.205 | 90   | 264  | 30   | 54   | 8     | 3     | 0    | 68   | 12   | 9    | 4    | 13   | 3    | 51   | 2    | 12   |
| 2016 | KIA    | 0.272 | 104  | 298  | 36   | 81   | 13    | 3     | 0    | 100  | 27   | 7    | 3    | 15   | 0    | 46   | 2    | 11   |
| 2017 | 삼성   | 0.303 | 135  | 412  | 58   | 125  | 9     | 3     | 0    | 140  | 24   | 12   | 7    | 26   | 0    | 57   | 4    | 16   |
| 2018 | 삼성   | 0.259 | 83   | 193  | 20   | 50   | 5     | 2     | 0    | 59   | 8    | 3    | 4    | 12   | 1    | 34   | 1    | 4    |
| 2020 | 삼성   | 0.305 | 34   | 105  | 13   | 32   | 3     | 0     | 1    | 38   | 10   | 1    | 0    | 11   | 0    | 24   | 3    | 2    |
| 2021 | 삼성   | 0.260 | 124  | 223  | 25   | 58   | 5     | 0     | 0    | 63   | 27   | 2    | 2    | 29   | 0    | 58   | 5    | 9    |
| 2022 | 삼성   | 0.323 | 94   | 226  | 31   | 73   | 12    | 1     | 1    | 90   | 26   | 4    | 2    | 20   | 0    | 48   | 2    | 9    |
| 2023 | 삼성   | 0.217 | 72   | 212  | 30   | 46   | 7     | 2     | 0    | 57   | 10   | 1    | 3    | 20   | 0    | 54   | 4    | 7    |
| 2024 | 삼성   | 0.095 | 18   | 21   | 1    | 2    | 0     | 0     | 0    | 2    | 1    | 0    | 0    | 0    | 0    | 6    | 1    | 1    |
| 통산 | 10시즌 | 0.266 | 847  | 2162 | 276  | 576  | 67    | 18    | 2    | 685  | 159  | 43   | 27   | 154  | 5    | 422  | 25   | 82   |